# Teucrium thymifolium
Teucrium thymifolium là một loài thực vật có hoa trong họ Hoa môi. Loài này được Schreb. miêu tả khoa học đầu tiên năm 1774.